# Atentado contra el complejo 14 Riverside Drive
El 15 de enero de 2019 se produjo un ataque terrorista contra un hotel en la ciudad de Nairobi, en Kenia, que dejó un saldo de 21 muertos y 28 heridos. El ataque duró más de 19 horas y culminó al día siguiente con la muerte de los terroristas.

## Antecedentes
El grupo militante islamista Al-Shabaab se ha opuesto a la participación de Kenia en la Guerra Civil Somalí. El grupo terrorista ya había atacado el suburbio de Westlands (Nairobi) durante el ataque al centro comercial Westgate en 2013, que dejó 67 muertos.

## Desarrollo
Alrededor de las 3:00 p. m., un militante se inmoló a la entrada de un restaurante dentro del complejo hotelero 14 Riverside. Después, se produjo la explosión de una supuesta granada, cerca de la puerta de entrada, incendiando tres autos. Luego, cuatro hombres comenzaron a disparar con rifles de asalto y se dividieron en dos grupos de dos integrantes cada uno.
Un grupo ingresó a un edificio de oficinas cercano, donde dejaron una granada en el vestíbulo. Luego dispararon a los ascensores y oficinas mientras buscaban víctimas hasta el sexto piso.
El otro grupo disparó aleatoriamente en el restaurante. Finalmente, los militantes se reunieron en el piso superior del hotel DusitD2 o cerca de él, disparando a los que huían. Ahí se refugiaron durante más de 19 horas hasta que las fuerzas policiales de Kenia lograron abatirlos alrededor de las 10:00 a. m. horas del 16 de enero de 2019.

## Consecuencias
Todo el complejo 14 Riverside quedó completamente cerrado. Más de 700 personas tuvieron que ser evacuadas y la circulación en el suburbio de Westlands quedó cerrada. También fue reforzada la seguridad en la ciudad con mayor presencia policial en puntos específicos.

### Víctimas
| País            | Muertos | Heridos |
| --------------- | ------- | ------- |
| Kenia           | 16      | ¿?      |
| Origen africano | 3       | ¿?      |
| Reino Unido     | 1       | 1       |
| Estados Unidos  | 1       | ¿?      |
| España          | 0       | 1       |
| Total           | 21      | 28      |

## Perpetrador
El atentado fue perpetrado por un grupo de 5 terroristas que aún no han sido identificados.
El grupo islamista Al Shabaab se adjudicó el atentado el mismo 15 de enero. Horas después, dijo que el ataque había sido perpetrado en represalia por el reconocimiento de Jerusalén como capital de Israel por parte de los Estados Unidos.